# Mercenaris sense glòria
Mercenaris sense glòria (títol original en anglès: Play Dirty) és una pel·lícula britànica dirigida per André De Toth estrenada el 1968. La història està inspirada en les operacions portades per unitats aliades com el Long Range Desert Group, la Popski's Private Army o l'Special Air Service durant la guerra del desert a l'Àfrica del Nord durant la Segona Guerra Mundial.
Ha estat doblada al català.

## Argument
A Egipte, el 1942, el capità Leech torna de les línies alemanyes després d'haver fracassat en una operació comando. A bord del seu jeep crivellat de bales, no porta més que el cos de l'oficial anglès que manava l'operació.
El seu superior, el coronel Masters, apassionat per la història dels cartaginesos i poc formalista enfront de la disciplina militar, dirigeix un grup de mercenaris que tenen en comú haver tingut problemes amb la justícia. Les operacions especials que porta al desert contra l'Afrikakorps acaben generalment en fiasco i costen molt car als britànics, tant en material com en vides humanes.
El general Blore convoca Masters per tal de notificar-li la pròxima dissolució de la seva unitat. Haurà de prendre un descans i després se l'assignarà a un lloc secundari, com a comandant d'un camp de presoners de guerra. El coronel Masters reacciona vivament i juga el seu últim trumfo per intentar salvar el seu comandament: explica al general i al capità Attwood que ha trobat ara l'objectiu ideal per a la seva pròxima missió, ensenyant-los fotografies tretes per les tribus del desert amb les quals està en contacte i que semblen provar que un gegantí dipòsit de carburant ha estat instal·lat pels alemanys a 620 quilòmetres darrere les seves línies. Fer-lo saltar bloquejaria irremeiablement l'Afrikakorps de Rommel. Molt impressionat per aquesta demostració, Blore li dona una última oportunitat de provar les seves competències però li imposa que un oficial britànic tindrà el comandament de l'expedició.
El capità Douglas és un enginyer de la British Petroleum destacat com a oficial a la Royal Engineers. S'ocupa de la descàrrega dels petroliers que arriben a Alexandria. Encara que no hagi servit més que en una "zona portuària", el coronel Homerton el confia al capità Attwood, qui li comunica què és assignat a l'operació i és destinat a la unitat de Masters que es troba al pati de darrere d'un cafè egipci.
La trobada entre el capità Douglas i el capità Leech és agitada. Douglas assegura el comandament teòric del grup però els homes continuen sent fidels a Leech que continua sent un mercenari endurit i no accepta bé l'arribada del nou vingut. Per engalipar-lo, el coronel Masters li promet donar-li 2.000 lliures si aconsegueix portar Douglas viu al final de l'operació. Pel seu costat, el general Blore no té confiança en la banda a Masters i encarrega un altre oficial, el major Watkins, per dirigir un altre comando procedent de l'exèrcit regular al mateix objectiu que Douglas: igual ruta, mateixes ordres, fent creure-li que és l'autor d'aquest pla ben concebut.
El comando dirigit per Douglas i Leech està compost d'un jeep Willys MB i de dos camions KFZ.15 Horch sobrecarregats. Els homes s'han posat uniformes de l'exèrcit reial italià per tractar de passar desapercebuts en territori libi, llavors colònia italiana. El grup s'enfonsa al desert per tal de vorejar la depressió de Qattara però arribat prop d'un oasi cauen sobre tuaregs fidels als alemanys, que acaben descobrint la seva verdadera identitat. Els tuaregs són massacrats per Leech i els seus homes amb desaprovació de Douglas, oficial molt humanista que no aprova la crueltat del seu segon. Els cossos dels tuaregs són abandonats al sol i la comitiva reprèn la seva ruta cap a la depressió. Després d'algunes malaventures, la comitiva és aviat detinguda per un penya-segat que obstaculitza el camí i que sembla posar un punt final a la missió. És aquesta vegada Douglas qui aconsegueix trobar una solució al problema desplegant cables i fent hissar un darrere l'altre els vehicules sobre la cresta. La poca traça de Leech, massa confiat, provoca tanmateix la ruptura de l'últim cable i un dels vehicles cau al buit amb tot el seu equip, provocant el furor de Douglas.
Durant aquest temps, el comando dirigit pel major Wattkins (dos jeeps i quatre camions plens de material) arriba a l'oasi i descobreix els cossos abandonats pel grup de Douglas. Els oficials decideixen enterrar-los, ignorant que un guaita tuareg els observa i que previndrà els alemanys. Més lluny, al peu del penya-segat, la comitiva cau en una emboscada organitzada per un destacament de l'Afrikakorps dotat d'alguns halftracks, de morters i d'un grup d'infanteria armat de metralladores. Els britànics són massacrats.
En la cimera del penya-segat, el grup de Douglas ha pogut observar silenciosament la batalla. Leech ha impedit a Douglas prevenir els seus compatriotes caiguts en l'emboscada, aquest últim s'enfurisma i té lloc a continuació un nou altercat entre els dos oficials. Després d'haver recuperat el material restant de la columna Wattkins, Douglas ordena als seus homes enterrar les víctimes. És obligat a amenaçar-los amb la seva metralleta per fer-se obeir. Aquesta vegada, no és afectació, declara Leech!
L'aparell de ràdio ha estat malmès, no li és possible al comando de rebre missatges, però pot emetre. Douglas nogensmenys continua la seva missió, però els pneumàtics del camió van rebentant a causa de l'estat del sòl i ja no hi ha més rodes de recanvi disponibles, i el que l'oficial retreu a Leech és aquest gènere de proveïment. El grup descobreix feliçment diversos vehicles destruïts, i es poden recuperar rodes, però el gat abandonat que agafa Douglas és entrampat amb una mina i aquest últim salva la vida gràcies a l'experiència de Leech que aconsegueix neutralitzar-la. Un dels membres del comando, Hassan, és tanmateix greument ferit per l'explosió d'una altra mina, caldrà transportar-lo prudentment amb tots els riscos que allò implica.
Arribats a una carretera important, el comando intercepta una ambulància militar alemany de la qual prenen possessió després que Douglas hagi abatut els dos xofers. Al darrere del vehicle descobreixen una infermera bastant combativa que els costa capturar, i a qui deixen la vida estàlvia i així podrà cuidar Hassan. Una mica més tard, diversos membres del comando intenten violar la jove, i Hassan la salva per poc disparant amb el seu revòlver a la natja d'un dels agressors.
Vestits amb uniformes alemanys, els homes del comando aconsegueixen arribar a prop del dipòsit de carburant. Aprofitaran una tempesta de sorra per esmunyir-se pels filferros espinosos i apropar-se a les cisternes. Cal també evitar les mines que protegeixen la rodalia de la instal·lació... que resulta ser finalment un decorat fictici: el dipòsit fotografiat era fet amb taules i plaques de xapa! Leech, burleta, decideix tornar a Egipte, la missió ha estat un fracàs. Pel que fa a Douglas, ordena continuar la missió i buscar el verdader dipòsit de benzina. Resulta ser en una ciutat portuària (es pot tractar de Bengasi). Els dos homes, disfressats d'oficials italians, fan una localització a la ciutat ocupada pels alemanys, decideixen destruir les instal·lacions petrolieres abans d'intentar fugir a bord d'un vaixell.
A Egipte, el general Blore convoca el coronel Masters per tal d'indicar-li que el general Montgomery ha trencat les línies alemanyes i ha entrat a Líbia. Li demana que anul·li la missió de Douglas i Leech, per tal d'atacar el conjunt dels dipòsits de carburant de l'Eix que necessita per continuar el seu avanç. Indicant-li Masters que ja no té relació amb el comando, li ordena - sense donar-li d'ordre escrita - impedir la destrucció dels dipòsits per tots els mitjans, incloent-hi prevenir els alemanys via un agent doble de la presència d'elements anglesos pels voltants. Mentre cau la nit, Douglas i els seus homes s'esmunyen en el dipòsit de carburant on estan alineats centenars de barrils. Són localitzats per la guarnició, que els esperava, i que els envolta, i els fa saber que coneixen els seus noms, graus i matricules demanant-los que es rendeixin. Douglas i Leech nogensmenys comencen la destrucció del dipòsit que s'incendia. Els homes del comando són tots abatuts, només els dos oficials arriben a fugir cap a la ciutat on es refugien en una casa abandonada, preguntant-se qui els ha pogut realment trair i descobrir la seva presència als alemanys. De bon matí, són despertats per explosions i sorolls de combats: l'exèrcit del general Montgomery ha aconseguit avançar i arriba a la ciutat, carros de combat la travessen a tota velocitat. Sempre vestits amb els seus uniformes alemanys, Douglas i Leech decideixen deixar les seves armes, sortir i agitar una bandera blanca per entrar en contacte amb els anglesos que arriben. Són abatuts per un soldat que declara després al seu tinent que no havia vist la bandera blanca.

## Repartiment
Membres del comando:
- Michael Caine: capità Douglas
- Nigel Davenport: capità Cyril Leech
- Aly Ben Ayed: Sadok
- Enrique Avila: Kafkarides
- Takis Emmanuel: Kostas Manou
- Scott Miller: Boudesh
- Mohsen Ben Abdallah: Hassan
- Mohamed Kouka: Assine

Estat major i grup Wattkins:
- Nigel Green: coronel Masters
- Harry Andrews: brigadier-general Blore
- Bernard Archard: coronel Homerton
- Patrick Jordan major Alan Wattkins
- Daniel Pilon: capità Attwood, segon de Blore

Alemanys:
- Vivian Pickles: infermera alemanya
- Stanley Caine: oficial alemany

Divers :
- Martin Burland: oficial mort
- George McKeenan: caporal
- Bridget Espeet: la secretària
- Anthony Stamboulieh: barman del cafè Aziz
- Rafael Albaicín: cap tuareg a l'oasi

## Al voltant de la pel·lícula
- La pel·lícula ha estat rodada al desert d'Almeria, Espanya. Les escenes portuàries han estat rodades a Roquetas de Mar.
- Diferents versions de música de l'època són audibles a la pel·lícula :
  - Lili Marlene, en versió alemanya, utilitzada als crèdits
  - You Are My Sunshine, cançó anglesa de 1939
  - Wenn wir marschieren (versió femenina), cançó alemanya
  - Faccetta nera, cançó italiana
- El realitzador André De Toth no ha buscat, amb aquesta pel·lícula, glorificar la guerra ni els combatents. Es tracta al cap i a la fi d'una pel·lícula profundament antimilitarista que intenta ensenyar els mals costats de totes les guerres insistint en aberracions sovint emmascarades per la història: militars contractats per als diners (mercenaris), oficials desequilibrats que no vacil·len a trair els seus homes, motins, pillatges, violacions... és igualment una de les primeres pel·lícules de guerra on és ensenyat de manera explícita l'homosexualitat de dos combatents (els dos guies àrabs) sense que afecti la seva dignitat o la intriga de la història[3]